# Shanghai Diamond League 2025
Shanghai Diamond League 2025, właśc. Yangtze River Delta Athletics Diamond Gala 2025 – 17. edycja międzynarodowego mityngu lekkoatletycznego, który odbył się 3 maja 2025 roku na Shaoxing China Textile City Sports Center w Shaoxingu. Zawody były drugą odsłoną znajdującej się w kalendarzu Diamentowej Ligi, cyklu najbardziej prestiżowych mityngów lekkoatletycznych, organizowanych pod egidą World Athletics w sezonie 2025.
Mityng został przeniesiony z Szanghaju ze względu na remont stadionu.

## Program mityngu
Źródło: shanghai.diamondleague.com.
| Godzina | Konkurencja                   |
| ------- | ----------------------------- |
| 17:45   | Skok w dal                    |
| 18:22   | Skok o tyczce                 |
| 19:04   | Bieg na 400 m przez płotki    |
| 19:26   | Bieg na 5000 m                |
| 19:39   | Trójskok                      |
| 19:50   | Bieg na 110 m przez płotki    |
| 20:12   | Bieg na 400 m                 |
| 20:24   | Bieg na 100 m                 |
| 20:33   | Bieg na 3000 m z przeszkodami |

| Godzina | Konkurencja                |
| ------- | -------------------------- |
| 17:28   | Rzut dyskiem               |
| 18:20   | Pchnięcie kulą             |
| 18:39   | Bieg na 400 m              |
| 18:43   | Skok wzwyż                 |
| 19:15   | Bieg na 800 m              |
| 19:17   | Rzut oszczepem             |
| 20:01   | Bieg na 200 m              |
| 20:52   | Bieg na 100 m przez płotki |

## Wyniki
| WR – rekord świata \| WL – najlepszy wynik na listach światowych w sezonie \| AR – rekord kontynentu \| NR – rekord kraju \| PB – rekord życiowy SB – najlepszy wynik w sezonie \| MR – rekord mityngu |

### Mężczyźni
| Konkurencja                   | 1. miejsce         | Rezultat | 2. miejsce       | Rezultat | 3. miejsce                 | Rezultat |
| Bieg na 100 m                 | Akani Simbine      | 9,98     | Kishane Thompson | 9,99     | Letsile Tebogo             | 10,03    |
| Bieg na 400 m                 | Christopher Bailey | 44,17    | Bayapo Ndori     | 44,32    | Busang Collen Kebinatshipi | 44,63    |
| Bieg na 5000 m                | Berihu Aregawi     | 12:50,45 | Kuma Girma       | 12:50,69 | Megzebu Sime               | 12:51,86 |
| Bieg na 110 m przez płotki    | Cordell Tinch      | 12,87    | Rachid Muratake  | 13,10    | Rasheed Broadbell          | 13,24    |
| Bieg na 400 m przez płotki    | Karsten Warholm    | 47,28    | Matheus Lima     | 48,08    | Carl Bengtström            | 48,72    |
| Bieg na 3000 m z przeszkodami | Abrham Sime        | 8:07,92  | Edmund Serem     | 8:08,68  | Simon Kiprop Koech         | 8:09,05  |
| Skok o tyczce                 | Armand Duplantis   | 6,11     | Emanuil Karalis  | 6,01     | Menno Vloon                | 5,82     |
| Skok w dal                    | Shi Yuhao          | 8,21     | Shu Heng         | 8,18 =   | Wayne Pinnock              | 8,10     |
| Trójskok                      | Pedro Pichardo     | 17,03    | Jordan Scott     | 17,00    | Zhu Yaming                 | 16,92    |

### Kobiety
| Konkurencja                | 1. miejsce          | Rezultat | 2. miejsce              | Rezultat | 3. miejsce        | Rezultat |
| Bieg na 200 m              | Anavia Battle       | 22,38    | Rhasidat Adeleke        | 22,72    | Henriette Jæger   | 22,86    |
| Bieg na 400 m              | Amalie Iuel         | 52,17    | Josefine Tomine Eriksen | 52,73    | Astri Ertzgaard   | 52,93    |
| Bieg na 800 m              | Tsige Duguma        | 1:56,64  | Sarah Billings          | 1:57,83  | Halimah Nakaayi   | 1:58,39  |
| Bieg na 100 m przez płotki | Grace Stark         | 12,42    | Danielle Williams       | 12,55    | Marione Fourie    | 12,62 =  |
| Skok wzwyż                 | Jarosława Mahuczich | 2,00     | Nicola Olyslagers       | 1,98     | Eleanor Patterson | 1,95     |
| Pchnięcie kulą             | Chase Jackson       | 20,54    | Jessica Schilder        | 19,77    | Fanny Roos        | 19,66    |
| Rzut dyskiem               | Valarie Allman      | 70,08    | Jorinde van Klinken     | 66,22    | Yaimé Pérez       | 65,00    |
| Rzut oszczepem             | Elina Dzenngo       | 64,90    | Dai Qianqian            | 64,38    | Jo-Ané van Dyk    | 62,53    |

## Rekordy
Podczas mityngu ustanowiono 2 krajowe rekordy w kategorii seniorów:
| Zawodnik     | Reprezentacja | Konkurencja    | Rezultat |
| ------------ | ------------- | -------------- | -------- |
| Tsige Duguma | Etiopia       | bieg na 800 m  | 1:56,64  |
| Fanny Roos   | Szwecja       | pchnięcie kulą | 19,66    |